# پژو ۳۰۶

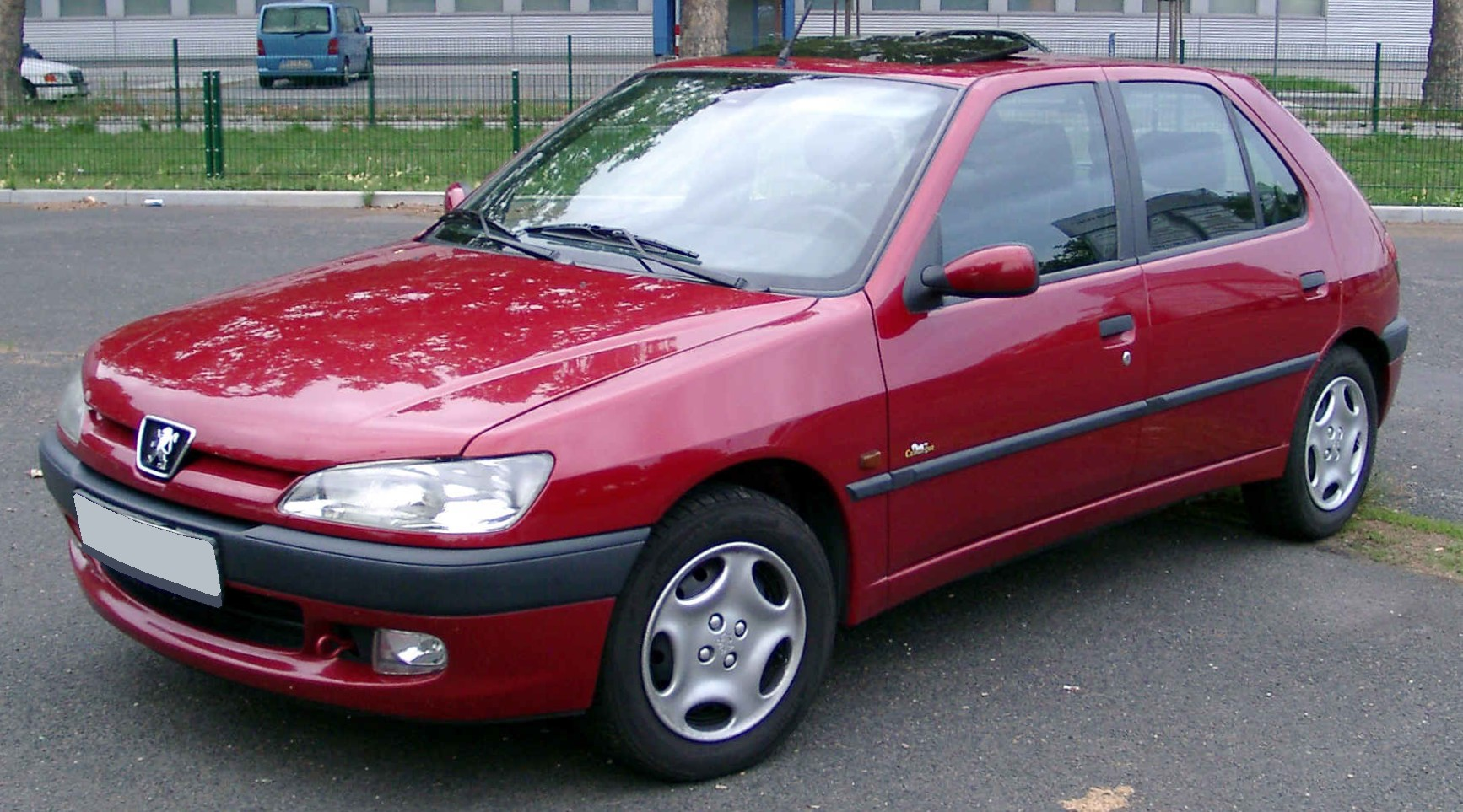

پژو ۳۰۶ (Peugeot ۳۰۶) خودرویی است که در سال‌های ۱۹۹۳ تا ۲۰۰۲تولید شده‌است.
این خودرو در کلاس خودرو کامپکت قرار گرفته و طراحی آن خودروهای موتور جلو-محور جلو بوده‌است. سیستم جعبه‌دندهٔ آن ۶ دنده به دو صورت خودکار و دستی است.